# Silent Witch: Chinmoku no Majo no Kakushigoto
Silent Witch: Chinmoku no Majo no Kakushigoto (Nhật: サイレント・ウィッチ 沈黙の魔女の隠しごと Hepburn: Sairento Uitchi: Chinmoku no Majo no Kakushigoto) là một bộ light novel do Isora Matsuri viết và Fujimi Nanna phụ trách minh họa. Tác phẩm ra mắt lần đầu dưới dạng tiểu thuyết mạng trên website Shōsetsuka ni Narō từ tháng 2 đến tháng 10 năm 2020. Đến tháng 6 năm 2021, Fujimi Shobo mua bản quyền và phát hành light novel dưới nhãn hiệu Kadokawa Books. Từ tháng 7 năm 2021, Enterbrain cho đăng dài kỳ bản chuyển thể manga do Tana Tobi minh họa trên trang B's Log Comic. Bản anime truyền hình do Studio Gokumi sản xuất lên sóng từ tháng 7 năm 2025.

## Nhân vật
Monika Evarett (モニカ・エヴァレット)
Lồng tiếng bởi: Saya Aizawa
Nero (ネロ)
Lồng tiếng bởi: Hitomi Nabatame
Louis Miller (ルイス・ミラー)
Lồng tiếng bởi: Junichi Suwabe
Isabel Norton (イザベル・ノートン)
Lồng tiếng bởi: Atsumi Tanezaki
Felix Arc Ridill (フェリクス・アーク・リディル)
Lồng tiếng bởi: Shogo Sakata
Lana Colette (ラナ・コレット)
Lồng tiếng bởi: Kanna Nakamura
Cyril Ashley (シリル・アシュリー)
Lồng tiếng bởi: Yoshiki Nakajima
Elliott Howard (エリオット・ハワード)
Lồng tiếng bởi: Ryōhei Kimura
Neil Clay Maywood (ニール・クレイ・メイウッド)
Lồng tiếng bởi: Yuki Sakakihara
Bridget Greyham (ブリジット・グレイアム)
Lồng tiếng bởi: Yoko Hikasa
Rynzbelfeid (リィンズベルフィード)
Lồng tiếng bởi: M.A.O
Casey Grove (ケイシー・グローヴ)
Lồng tiếng bởi: Hina Suguta

## Truyền thông

### Light novel
Silent Witch: Chinmoku no Majo no Kakushigoto do Isora Matsuri sáng tác, và đăng tải lần đầu trên website xuất bản tiểu thuyết người dùng sáng tác Shōsetsuka ni Narō từ ngày 20 tháng 2 đến 3 tháng 10 năm 2020. Sau đó, Fujimi Shobo đã mua bản quyền và phát hành dưới nhãn hiệu Kadokawa Books với phần minh họa của Fujimi Nanna từ ngày 10 tháng 6 năm 2021. Đến tháng 2 năm 2025, bộ truyện đã phát hành tổng cộng 9 tập và một tập truyện ngắn. Ngày 28 tháng 1 năm 2022, Yen Press đã công bố bản quyền phát hành phiên bản Anh ngữ của loạt light novel.
Một bộ light novel tiền truyện gồm hai tập, mang tên Silent Witch -another- Rising of the Barrier Mage, được phát hành dưới nhãn hiệu Kadokawa Books từ ngày 8 tháng 12 năm 2023 đến 10 tháng 4 năm 2024. Vào ngày 16 tháng 12 năm 2024, Yen Press cũng thông báo rằng họ đã mua bản quyền phát hành tiền truyện này bằng tiếng Anh.

#### Tập chính truyện
| #   | Ngày phát hành tiếng Nhật | ISBN tiếng Nhật                          |
| --- | ------------------------- | ---------------------------------------- |
| 1   | 10 tháng 6 năm 2021       | 978-4-04-074035-5                        |
| 2   | 8 tháng 10 năm 2021       | 978-4-04-074224-3                        |
| 3   | 10 tháng 2 năm 2022       | 978-4-04-074375-2                        |
| 4   | 10 tháng 8 năm 2022       | 978-4-04-074626-5                        |
| 4.5 | 7 tháng 10 năm 2022       | 978-4-04-074629-6                        |
| 5   | 10 tháng 2 năm 2023       | 978-4-04-074628-9                        |
| 6   | 10 tháng 8 năm 2023       | 978-4-04-075090-3                        |
| 7   | 9 tháng 2 năm 2024        | 978-4-04-075093-4 978-4-04-075345-4 (ĐB) |
| 8   | 9 tháng 8 năm 2024        | 978-4-04-075563-2                        |
| 9   | 10 tháng 2 năm 2025       | 978-4-04-075813-8 978-4-04-075814-5 (ĐB) |

#### Tập tiền truyện
| # | Ngày phát hành tiếng Nhật | ISBN tiếng Nhật   |
| - | ------------------------- | ----------------- |
| 1 | 8 tháng 12 năm 2023       | 978-4-04-075207-5 |
| 2 | 10 tháng 4 năm 2024       | 978-4-04-075208-2 |

### Manga
Bản chuyển thể manga do Tobi Tana minh họa đã được đăng tải trên trang web truyện tranh B's Log Comic của Enterbrain từ ngày 5 tháng 7 năm 2021. Tính đến tháng 1 năm 2025, các chương truyện đã được tổng hợp thành 5 tập tankōbon. Vào ngày 13 tháng 1 năm 2023, Yen Press thông báo rằng họ cũng đã mua bản quyền phát hành bản manga này bằng tiếng Anh.
Một bản manga chuyển thể từ tiểu thuyết tiền truyện, do Azu Azuko phụ trách phần minh họa, đã bắt đầu đăng nhiều kỳ trên trang web KadoComi của Kadokawa Corporation từ ngày 9 tháng 1 năm 2025.

#### Tậptankōbon
| # | Ngày phát hành tiếng Nhật | ISBN tiếng Nhật   |
| - | ------------------------- | ----------------- |
| 1 | 1 tháng 4 năm 2022        | 978-4-04-736981-8 |
| 2 | 1 tháng 12 năm 2022       | 978-4-04-737274-0 |
| 3 | 1 tháng 8 năm 2023        | 978-4-04-737540-6 |
| 4 | 31 tháng 5 năm 2024       | 978-4-04-738003-5 |
| 5 | 31 tháng 1 năm 2025       | 978-4-04-738326-5 |

### Anime
Bản chuyển thể anime đã chính thức được công bố trong sự kiện phát trực tiếp của Aniplex x Kadokawa Anime Matsuri vào ngày 2 tháng 8 năm 2024. Dự án sau đó được xác nhận là một series anime truyền hình do Studio Gokumi sản xuất, với Yasuo Iwamoto đảm nhận vai trò đạo diễn, Takaomi Kanasaki giữ vị trí tổng đạo diễn và biên kịch. Cona Nitanda phụ trách thiết kế nhân vật và phần âm nhạc được soạn bởi Cygames và Rina Tayama. Bộ anime chính thức lên sóng từ ngày 4 tháng 7 năm 2025. Ca khúc mở đầu và kết thúc sẽ được trình bày bởi Hitsujibungaku. Crunchyroll phát sóng trực tuyến bộ phim này. Plus Media Networks Asia đã mua bản quyền bộ phim tại Đông Nam Á và phát sóng trên kênh Aniplus Asia.

#### Tập phim
| TT. | Tiêu đề | Đạo diễn         | Biên kịch        | Bảng phân cảnh   | Ngày phát hành gốc  |
| --- | --- | ---------------- | ---------------- | ---------------- | ------------------- |
| 1   | "Người đồng nghiệp mang rắc rối đến" Chuyển ngữ: "Dōki ga ki tarite mucha o iu" (tiếng Nhật: 同期が来たりて無茶を言う) | Iwamoto Yasuo    | Kanasaki Takaomi | Kanasaki Takaomi | 4 tháng 7 năm 2025  |
| 2   | "Bước đi đầu tiên" Chuyển ngữ: "Ippo o fumidasu" (tiếng Nhật: 一歩を踏み出す)                                          | Gomi Shinsuke    | Kanasaki Takaomi | Kanasaki Takaomi | 11 tháng 7 năm 2025 |
| 3   | "Hội học sinh Học viện Serendia" Chuyển ngữ: "Serendia gakuen seitokai" (tiếng Nhật: セレンディア学園生徒会)           | Kuramoto Hotaka  | Kanasaki Takaomi | Kanasaki Takaomi | 18 tháng 7 năm 2025 |
| 4   | "Công thức hoàn hảo" Chuyển ngữ: "Kanpeki na shiki" (tiếng Nhật: 完璧な式)                                             | Makino Tomoe     | Kanasaki Takaomi | Kanasaki Takaomi | 25 tháng 7 năm 2025 |
| 5   | "Cuộc phiêu lưu của Phù Thủy Tĩnh Lặng" Chuyển ngữ: "Chinmoku no majo no bōken" (tiếng Nhật: 沈黙の魔女の冒険)         | Shimoji Yasuhiro | Kanasaki Takaomi | Kanasaki Takaomi | 1 tháng 8 năm 2025  |
| 6   | "Kẻ lạc loài" Chuyển ngữ: "Bachigai na ippai" (tiếng Nhật: 場違いな一杯)                                               | Nobuta Yū        | Kanasaki Takaomi | Inagaki Takayuki | 8 tháng 8 năm 2025  |
| 7   | "Kẻ xấu" Chuyển ngữ: "Akuyaku Reijō" (tiếng Nhật: 悪役令嬢)                                                            | Ryou Teish       | Kanasaki Takaomi | Kanasaki Takaomi | 15 tháng 8 năm 2025 |
| 8   | "Trách nhiệm của tôi" Chuyển ngữ: "Watashi no sekinmu" (tiếng Nhật: わたしの責務)                                      | TBA              | TBA              | TBA              | 22 tháng 8 năm 2025 |

## Đón nhận
Bộ truyện được xếp hạng thứ tư trong hạng mục tankōbon tại ấn bản năm 2023 của Kono Light Novel ga Sugoi!, cẩm nang giới thiệu light novel hàng đầu do Takarajimasha phát hành.